# Reggae Tribute to the Beatles
Reggae Tribute to the Beatles, est le titre (ou sous-titre) de plusieurs compilations réunissant des  artistes jamaïcains pour interpréter, en version reggae, des chansons des Beatles, mais aussi de John Lennon, Paul McCartney ou George Harrison. Il s'agit essentiellement d'anciennes versions, et non de titres enregistrés pour l'occasion.

## Yesterday
Yesterday : 16 Fab Beatle Reggae Classics, édité par le label Trojan Records.
On le trouve également sous le titre A Reggae Tribute to the Beatles, Vol. 1 (1995).
1. Yesterday - Dandy Livingstone
2. Hey Jude - John Holt
3. Come Together - The Israelites
4. Something - Phyllis Dillon
5. Let It Be - Nicky Thomas
6. Get Back - Anonymously Yours
7. Hey Jude - Joe's All Stars
8. My Sweet Lord - Keith Lynn, Byron Lee & The Dragonaires
9. World Without Love - Del Davis
10. Give Peace a Chance - The Maytals
11. Lady Madonna - The Crystalites
12. Isn't It A Pity - Nicky Thomas
13. Don't Let Me Down - Harry J. All Stars
14. Blackbirds Singing - Roslyn Sweet and The Paragons
15. Eleanor Rigby - B.B. Seaton
16. World Without Love - Johnny Arthey Orchestra

## The Black Album
The Black Album (Yesterday part 2) : 12 Fab Beatles songs Reggae style.
Édité par Trojan en 1994, le titre est bien sûr inspiré par celui de l'album The Beatles, surnommé « The White Album ».
1. Yesterday - Jackie Edwards
2. My Love - Ken Boothe
3. Happy Xmas (War Is Over)  - John Holt
4. Something - Johnny Arthey Orchestra
5. My Sweet Lord - Rico & The Rudies
6. Norwegian Wood - Marshall Williams
7. Ob-La-Di, Ob-La-Da - Joyce Bond
8. Hey Jude - The Dynamites
9. I Will - John Holt
10. Don't Let Me Down - Marcia Griffiths
11. In My Life - Jackie Robinson
12. In My Life (version) - Jackie Robinson

## A Reggae Tribute to the Beatles, Vol. 2
Édité en juin 1997. Quelques titres sont identiques au Black Album.
1. Ob-La-Di, Ob-La-Da - The Heptones
2. All Day Night (A Hard Day's Night) - Sugar Minott
3. Yesterday - Tyrone Taylor
4. My Love - Ken Boothe
5. You Won't See Me - Ernie Smith
6. And I Love Her - The Mohawks
7. Norwegian Wood - Marshall Williams
8. My Sweet Lord - Fitzroy Sterling
9. Don't Let Me Down - Marcia Griffiths
10. Here Comes the Sun - Dawn Penn
11. In My Life - Jackie Robinson
12. Imagine - Susan Cadogan
13. Hey Jude - The Dynamites
14. Let It Be - The Soulettes
15. Carry That Weight - Dobby Dobson
16. Happy Xmas (War Is Over)  - John Holt

## Here Comes the Sun
Here Comes the Sun : A Reggae Tribute to the Beatles. La photo de couverture parodie la célèbre pochette de l'album Abbey Road : on y voit quatre rastas traversant une rue bordée de palmiers sur un passage piéton jaune, vert et rouge.
1. With a Little Help from My Friends - Ellis Island Sound
2. We Can Work It Out - Steel Pulse
3. Something - Lehbanchleh
4. Come Together - Edi Fitzroy featuring Bigga Starr
5. She Loves You - Hugh J.
6. Imagine - Chalice
7. Norwegian Wood - Wayne Armond
8. In My Life - Mello
9. Yesterday - Mankind
10. Hey Jude - Toots & the Maytals
11. Here Comes the Sun - Burning Souls
12. Let It Be - Fiona

## Mellow Dubmarine
Mellow Dubmarine : A Reggae Tribute to the Beatles est la suite d'Here Comes The Sun… C'est un double album édité en 2001, sur lequel on retrouve la plupart des titres déjà parus sur les compilations précédentes.
| Disc 1 1. I Will - John Holt 2. My Sweet Lord - Keith Lynn 3. You Won't See Me - Ernie Smith 4. Hey Jude - The Dynamites 5. Get Back - Anonymously Yours 6. Let It Be - The Soulettes 7. Lady Madonna - The Crystalites 8. Carry That Weight - Dobby Dobson 9. Don't Let Me Down - Marcia Griffiths 10. Ob-La-Di, Ob-La-Da - The Heptones 11. Eleanor Rigby - B.B. Seaton 12. You Never Know (I'll Be Back) - Errol Dunkley 13. Blackbirds Singing - Roslyn Sweet and The Paragons 14. All Day Night (A Hard Day's Night) - Sugar Minott 15. Something - Phyllis Dillon 16. Yesterday - Tyrone Taylor | Disc 2 1. Yesterday - Dandy Livingstone 2. Let It Be - The Mohawks 3. Something - The Johnny Arthey Orchestra 4. My Sweet Lord - Fitzroy Sterling 5. Come Together - The Israelites 6. My Sweet Lord - Rico & The Rudies 7. World Without Love - Del Davis 8. In My Life - Jackie Robinson 9. Ob-La-Di, Ob-La-Da - Joyce Bond 10. Imagine - Susan Cadogan 11. Isn't It A Pity - Nicky Thomas 12. And I Love Her - The Mohawks 13. Here Comes the Sun - Dawn Penn 14. Happy Xmas (War Is Over) - John Holt 15. Norwegian Wood - Marshall Williams 16. My Love - Ken Boothe |

## Trojan Beatles Tribute Box Set
Coffret 3 CD paru en 2005, il compte 50 morceaux au total.

## Rub-A-Dub Soul
Rub-A-Dub Soul, édité par le label VP Records en 2023.
1. You Won't See Me - The Pioneers
2. Help - Gentleman
3. Michelle - Pierpoljak feat. Ala.ni
4. Hey Jude - Danakil
5. Let It Be - Patrice
6. With a Little Help from My Friends - Tarrus Riley
7. Taxman - Nai-Jah
8. Here Comes The Sun - Barry Biggs
9. Norwegian Wood - Little Roy
10. Blackbird - The Tamlins
11. We Can Work It Out - Qyor
12. Strawberry Fields Forever - Ala.ni
13. Revolution - Yaniss Odua
14. Eleanor Rigby - Dave Eggar

## À noter
Bob Marley a repris And I Love Her au début de sa carrière, tout comme Peter Tosh avec Here Comes the Sun. En 1977, The Ethiopians ont repris Let It Be en adaptant les paroles à la mode rastafari.